# Картель лівих
Карте́ль Лі́вих — коаліція політичних партій Франції (соціалісти, радикали). Формували склад Ради міністрів у 1924–1926 рр.

## Утворення Картелю лівих
Наприкінці 1923 р. політика правого Національного блоку завершилась провалом, особливо після невдалої окупації Руру. Знову посилився авторитет лівих партій, особливо соціалістів та радикалів. Напередодні чергових парламентських виборів 1924 р. радикали уклали передвиборчу угоду з Соціалістичною партією, утворивши новий Лівий блок, який частіше називали Картель лівих.
Програма Картелю мала демократичний та пацифістський характер. Вони пропонували оголосити амністію для учасників повстання 1919 р. на Чорному морі, відновити на роботі залізничників, звільнених під час страйку 1920 р., створити єдину систему соціального страхування за рахунок підприємців, запровадити прогресивний податок на прибуток, реалізувати законодавство про 8-годинний робочий день, скоротити термін військової служби, відновити права профспілок.
У сфері зовнішньої політики Картель лівих відмовився від суворого виконання Версальського договору. Він обіцяв здійснювати політику мира, роззброєння та міжнародного співробітництва за посередництвом Ліги Націй. Картель вимагав виведення військ з Руру, відновлення тісного співробітництва з Великою Британією та США, примирення з Німеччиною та прийняття її до Ліги Націй. Одним з головних зовнішньополітичних пунктів програми коаліції була вимога дипломатичного визнання СРСР.
На виборах 1924 р. Картель отримав більшість місць у Палаті депутатів. З 328 місць, отриманих Картелем, 139 мандатів було у радикалів, 105 у соціалістів, 44 у республіканців-соціалістів та 41 у центристської групи «Радикальна ліва».
Нова більшість відмовилась мати справу з президентом республіки Александром Мільєраном, звинувативши його у співпраці з Національним блоком. він був змушений піти у відставку, але обрання його наступником правого діяча Гастона Думерга завдяки голосам сенаторів продемонструвало непевне становище Картелю лівих.

## Уряд Ерріо (1924–1925)

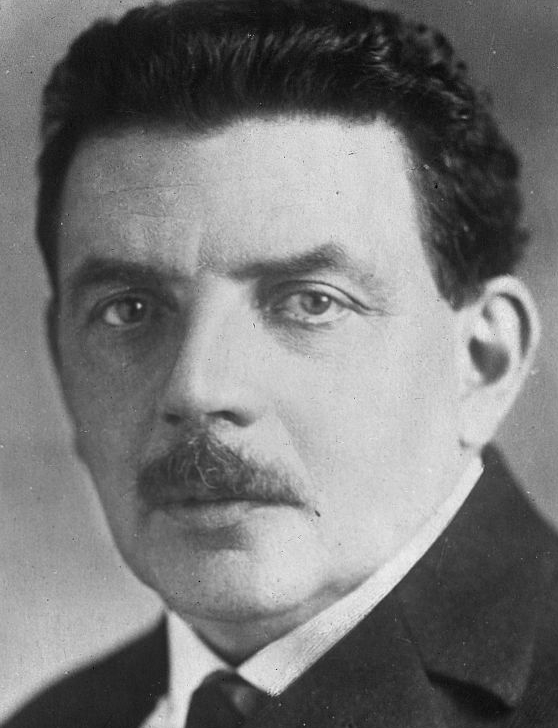
Едуар Ерріо

Перемога Картеля лівих відкривала шлях для формування лівого уряду, проте Соціалістична партія ще зберігала в силі заборону на участь своїх членів у «буржуазних урядах» в мирний час. Надзвичайний з'їзд СФІО, що обговорював це питання у червні 1924 р., прийняв компромісне рішення не брати у роботі уряду, проте дозволити депутатам-соціалістам голосувати за нього в парламенті. На думку Леона Блюма, що все більше виходив на провідну роль у партії, соціалісти повинні були відмовитись від участі в уряді або обмежитись «виконанням влади» в межах капіталізму шляхом «лояльної участі в управління справами капіталістичних держав». Це рішення дозволило радикалам разом з іншими дрібними лівоцентристськими угрупуваннями сформувати уряд. Головою першого уряду Картеля лівих став Едуар Ерріо. Одночасно він отримав посаду міністра закордонних справ.
Значні зміни відбулися у взаємостосунках Франції та Німеччини. Жорсткий курс аціонального блоку щодо неї змінився політикою зближення. Офіційною платформою французького уряду стала формула «Арбітраж, безпека, роззброєння», що була висунута Ерріо під час його першого перебування в Лізі Націй у вересня 1924 р. Ерріо запропонував вирішувати усі суперечності шляхом арбітражу, скликати міжнародну конференцію з питань роззброєння та прийняти Німеччину до Ліги Націй. У репараційному питанні уряд Ерріо погодився керуватись планом, що був розроблений міжнародним комітетом експертів під керівництвом американського банкіра Дауеса (план Дауеса). Після прийняття плану на Лондонській конференції держав-переможниць за участю Німеччини Франція і Бельгія вивели свої війська з Руру. Банк Моргана погодився надати Франції кредит, натомість вона обіцяла сплатити свої військові борги США та Великій Британії. 28 жовтня 1924 р. Еріо офіційно повідомив Москву, що уряд Франції визнає уряд СРСР та готова обмінятись з ним послами. Радянський уряд погодився на цю пропозицію.
У сфері внутрішньої політики уряд Ерріо здійснив ряд заходів, пердбачених програмою Картеля лівих. Після того як Національний блок замирився з церквою, відновивши дипломатичні стосунки зі Святим престолом, Ерріо знову активізував антиклерикальну боротьбу. В цьому питанні він зустрів гостру протидію католиків, яких підтримала громадська думка. Уряд так і не зміг поширити закон про відділення церкви від держави на католицькі області Ельзасу та Лотарингії. Проти нього виступили Національна католицька федерація, що нараховувала 1,8 млн членів, всі кардинали та архієпископи Франції..
Закон про амністію звільнив учасників повстання на Чорному морі, які перебували на каторзі. Залізничники, звільнені в 1920 р., повернулись на роботу. Однак спроба ввести прогресивний податок на прибуток зазнала краху. Банкіри відмовили уряду в наданні кредиту. Вони зажадали негайної сплати державних фінансових зобов'язань та одночасно організували втечу капітала за кордон, підриваючи платіжний баланс та курс франку. Ерріо намагався заспокоїти правих, запевнюючи їх, що не проводить соціалістичну політику, але кожного дня поступово втрачав підтримку в парламенті. Як він згадував пізніше, йому заважали «золота стіна» та «диктатура грошей». 10 квітня 1925 р. Сенат більшістю голосів засудив фінансову політику Ерріо. Згідно з положеннями Конституції, недовіра Сенату не зобов'язувала уряд йти у відставку, якщо він продовжував мати більшість у Палаті депутатів. Проте Ерріо вже не мав міцної більшості в нижній палаті, тому вирішив не йти на конфлікт та склав повноваження.

## Уряди Картелю лівих 1925–1926 рр

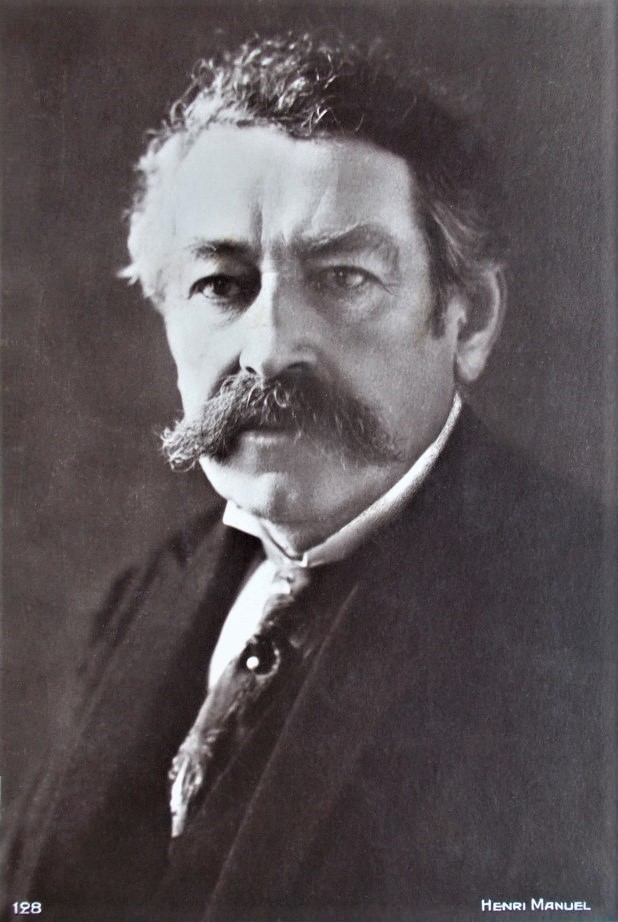
Арістид Бріан

Після відставки Ерріо Картель лівих перебував при владі менше року. За цей час у Франції змінилось п'ять урядів, що очолювались лідерами правих радикалів.
У визначенні зовнішньополітичного курсу головну роль відігравав Арістид Бріан, що був міністром закордонних справ та декілька разів очолював уряд в цей час. Від імені Франції він підписав Женевський протокол 1925 р., що забороняв використання на війні отруйних газів, хімічної та бактеріологічної зброї. Своєю головною метою він вважав примирення з Німеччиною. У 1925 р. під час роботи Локарнської конференції підписав Рейнський гарантійний пакт, згідно з яким Франція та Німеччина взаємно визнавали свої кордони. Франція погодилась прийняти Німеччину до Ліги Націй.
Істотний вплив на політику Картеля лівих мали колоніальні війни, які Франція вела на своїх підмандатних територіях — Марокко і Сирії. Весною 1925 р. на кордоні французьких та іспанських володінь у Марокко почалось повстання берберських племен на чолі з Абд-Аль-Керімом. Франція разом з Іспанією розгорнула проти них військові дії, проте повстання було придушене лише навесні 1926 р. Одночасно з цим повстало населення Сирії та протягом більш ніж двох років проводило боротьбу з колонізаторами. Колоніальні війни у Марокко та Сирії викликали протест багатьох діячів Соціалістичної партії, в якій біли сильними традиції боротьби проти колоніалізму. Це призвело до конфлікту між соціалістами та радикалами, який ще більше загострився внаслідок тяжкого фінансового становища Франції.
Протягом декількох років бюджет мав значний дефіцит. Ціни постійно зростали, вартість франку зменшувалась. Вкладники банків та ощадних кас, налякані чутками про введення податку на капітал, почали масово вилучати свої внески та скупати продовольство, товари широкого вжитку. В пошуках виходу уряд підготував законопроєкт про внутрішню позику, що передбачав підвищення непрямих податків, однак проти нього проголосували соціалсти, комуністи та частина радикалів. Влітку 1926 р., протримавшись всього три дні, у відставку пішов останній уряд Картелю лівих, сформований Едуаром Ерріо. Картель лівих розпався.

## Відновлення Картелю лівих
У травні 1932 р. відбулись чергові парламентські вибори. Соціалістична партія запропонувала радикалам діяти спільно, згідно з єдиною програмою, до якої увійшли чотири головних пункти: скорочення військових видатків, утворення єдиної державної системи соціального страхування, введення 40-годинного робочого тижня, націоналізація приватних військових заводів, страхових та залізничних компаній. Керівництво радикалів, однак не підписало спільної передвиборчої декларації, оскільки сподівалось також на співробітництво з деякими центристськими політичними групами. Проте під час кампанії радикали активно співпрацювали з соціалістами. За результатами виборів обидві політичні сили отримали більшість місць у парламенті та сформували урядову коаліцію.

## Третій уряд Ерріо (1932р.)
Уряд, що складався головним чином з радикалів, втретє та востаннє очолив Едуар Ерріо. Під тиском Великої Британії та США, згоду з якими Ерріо вважав головною стратегією французької зовнішньої політики, він пішов на поступки Німеччині, яка вимагала «рівності в озброєннях» та відмовлялась сплачувати репарації. У липні 1932 р. Франція дала згоду на відтермінування (мораторій), а потім і взагалі припинення виплат за репараціями. У грудні 1932 р. на нараді в Женеві Франція разом з Великою Британією, Італією та США визнала за Німеччиною рівність в озброєнні, тобто фактично відмовилась від відповідних статей Версальського договору. Фактично на цьому завершився період домінування Франції у континентальній Європі. Економічна, а потім і військова перевага почала поступово переходити до Німеччини.
Намагаючись компенсувати послаблення дипломатичних позицій Франції, уряд Ерріо зробив важливий крок у справі поліпшення франко-радянських відносин. 29 листопада 1932 р. Ерріо та посол СРСР В. С. Довгалевський підписали франко-радянський договір про ненапад.
Економічне становище Франції, що перебувала в глибокій економічній кризі з 1930 р., залишалось вкрай важким. Бюджетний дефіцит збільшувався кожного дня, а коштів для його ліквідації не вистачало. Уряд Ерріо пішов на деякі непопулярні кроки: скоротив платню держслужбовцям та пенсії учасникам війни, підвищив податки, випустив нові позики. В той же час відповідно до своїх передвиборчих обіцянок він пішов на скорочення військових видатків.
У грудні 1932 р. Ерріо зазнав поразки у Палаті депутатів з питання щодо військових боргів. Він пропонував продовжити виплату військових боргів Америці, незважаючи на припинення надходжень від репарацій. Більшість депутатів спільно з соціалістами висловились проти цієї пропозиції, і уряд Ерріо пішов у відставку. Всі інші уряди, що спирались на Картель лівих, виявились ще менш тривалими. З грудня 1932 до січня 1934 р. у Франції змінилось п'ять урядів на чолі з лідерами радикалів. В середньому кожен з цих урядів існував менше трьох місяців.

## Заворушення в Парижі та розвал Картелю лівих

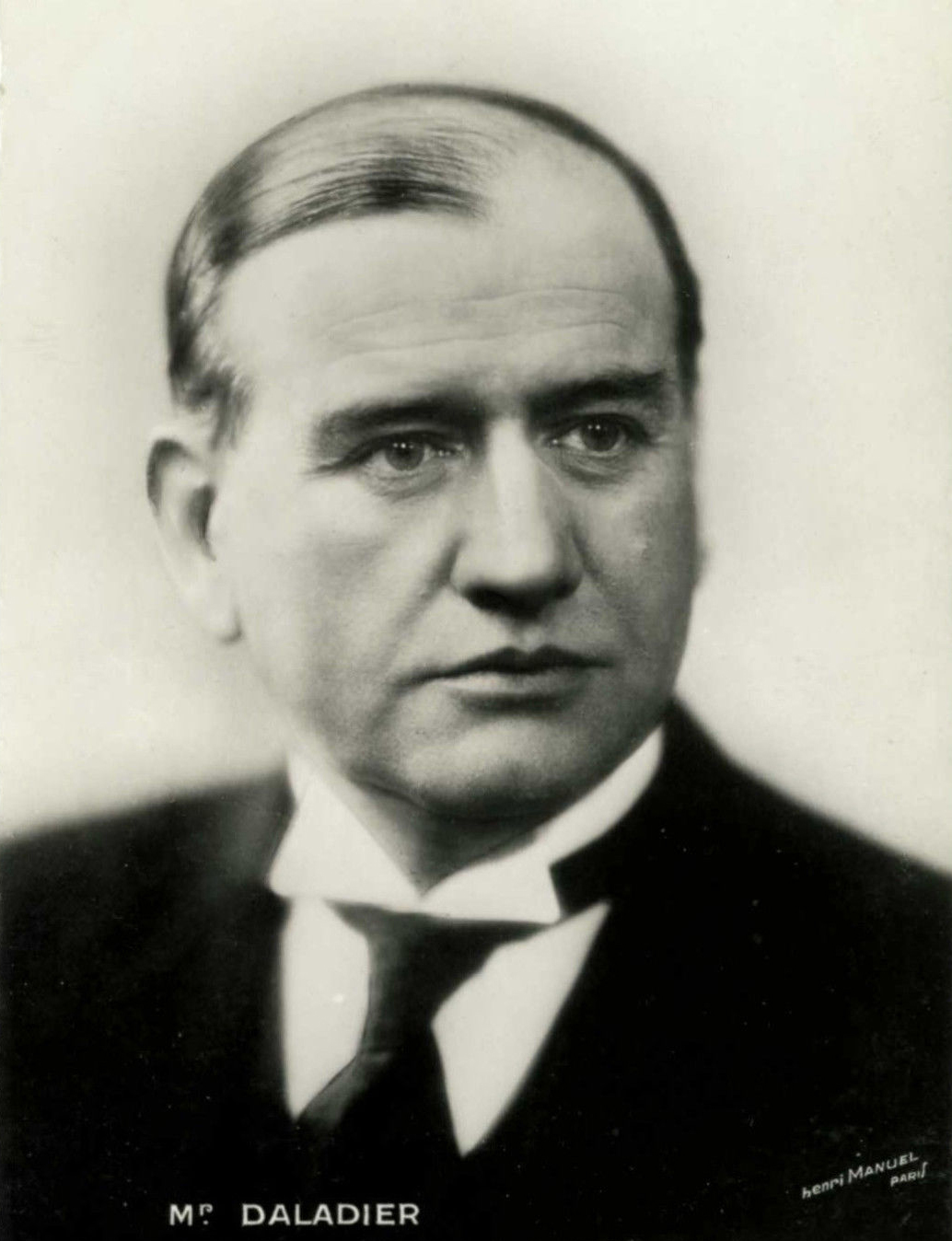
Едуар Даладьє

В листопаді 1933 р. увага публіки була прикута до справи афериста Александра Ставіського. З'ясувалось, що він мав зв'язки з багатьма політичними діячами, зокрема лідерами правих радикалів Шотаном та Бонне, колишнім прем'єр-міністром Лавалем та префектом Паризької поліції К'яппом. Цим фактом вирішили скористатись праворадикальні сили, які закликали лівий уряд піти у відставку. Наприкінці січня 1934 р. прем'єр-міністр Каміль Шотан пішов у відставку. Його замінив новий керівник партії радикалів Едуар Даладьє. Голова уряду звільнив зі своєї посади К'яппа, що був пов'язаний із праворадикалами. Незадоволені цим націоналістичні організації 6 лютого організували демонстрацію з метою захопити будівлю парламенту. Поліція ледве стримувала демонстрантів, у сутичках були втрати з обох боків.
Радикали не змогли захопити Бурбонський палац, де проводив засідання парламент, проте уряд Даладьє теж не зміг зберегти владу. Проти нього категорично виступили як праві депутати, так і комуністи, що назвали Даладьє та міністра внутрішніх справ Фро вбивцями. Уряд Картелю лівих пішов у відставку, хоча мав більшість у Палаті депутатів.